# Ilja Nikolajewitsch Beresin

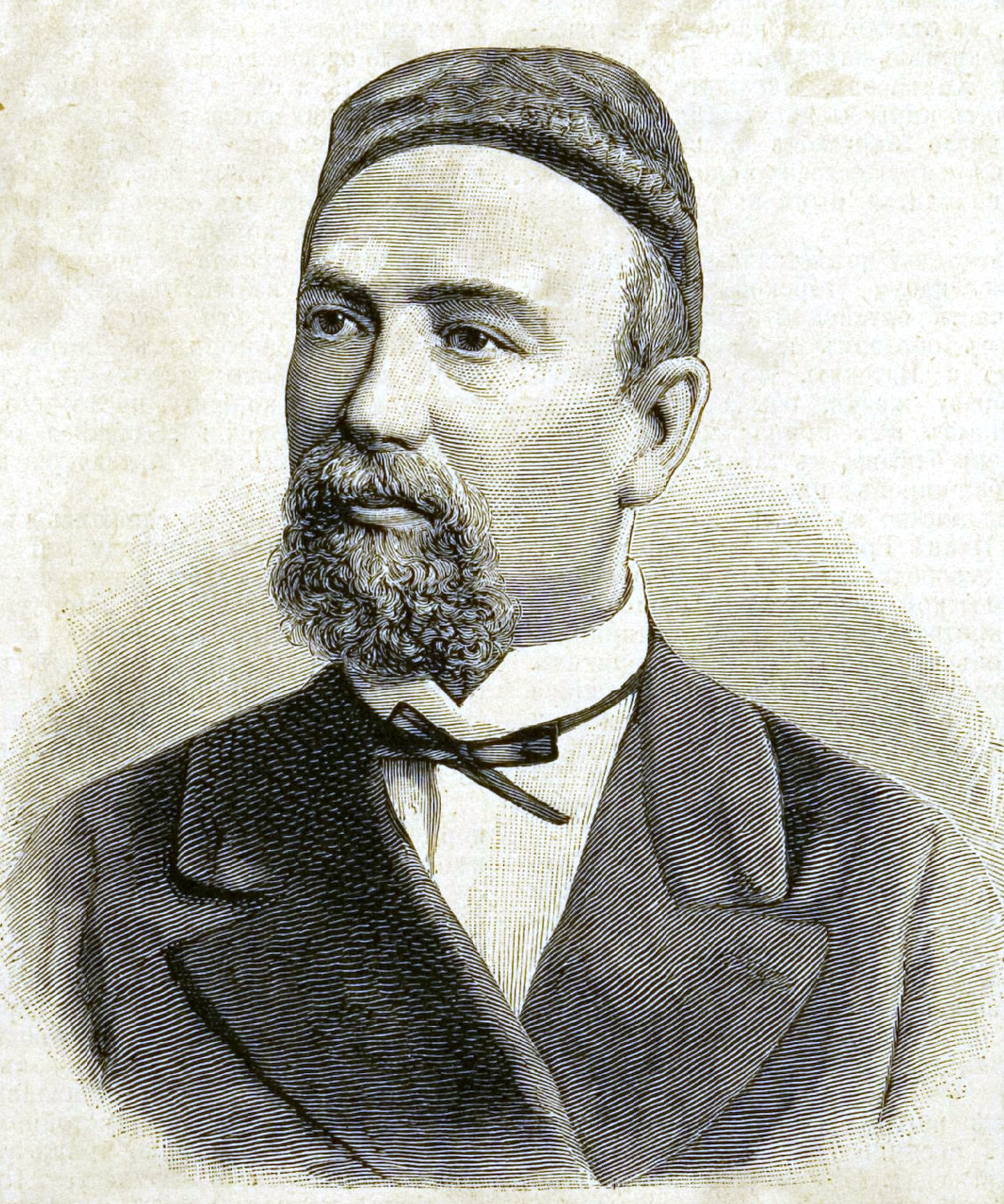
Ilja Nikolajewitsch Beresin

Ilja Nikolajewitsch Beresin (russisch Илья Николаевич Березин, wiss. Transliteration Il'ja Nikolaevič Berezin; geb. 30. Juli 1818 im Gouvernement Perm, Russisches Kaiserreich; gest. 1896 in Sankt Petersburg) war ein russischer Turkologe und Orientalist. Er war Professor am Lehrstuhl für turko-tatarische Literatur an der Universität Sankt Petersburg und Geheimrat.
Beresin gilt als die größte Autorität in der Kultur, Sprachen und Geschichte der Türken, des Iran und der Mongolei. Er ist Verfasser von Werken über iranische, arabische und türkische Philologie und Dialektologie sowie über die Geschichte der Mongolen (hauptsächlich über Raschīd ad-Dīn) und von Reiseberichten über Transkaukasien und Nordpersien. Er schrieb sowohl auf Russisch als auch auf Französisch. Beresin war Professor für Turkologie an der Universität Kasan, später am Lehrstuhl für turko-tatarische Literatur an der Universität Sankt Petersburg. Er ist unter anderem der Herausgeber des Russischen Enzyklopädischen Wörterbuchs (RESB) / Русский энциклопедический словарь Березина (РЭСБ, 1873–1879), einer der frühen russischen Universalenzyklopädien.

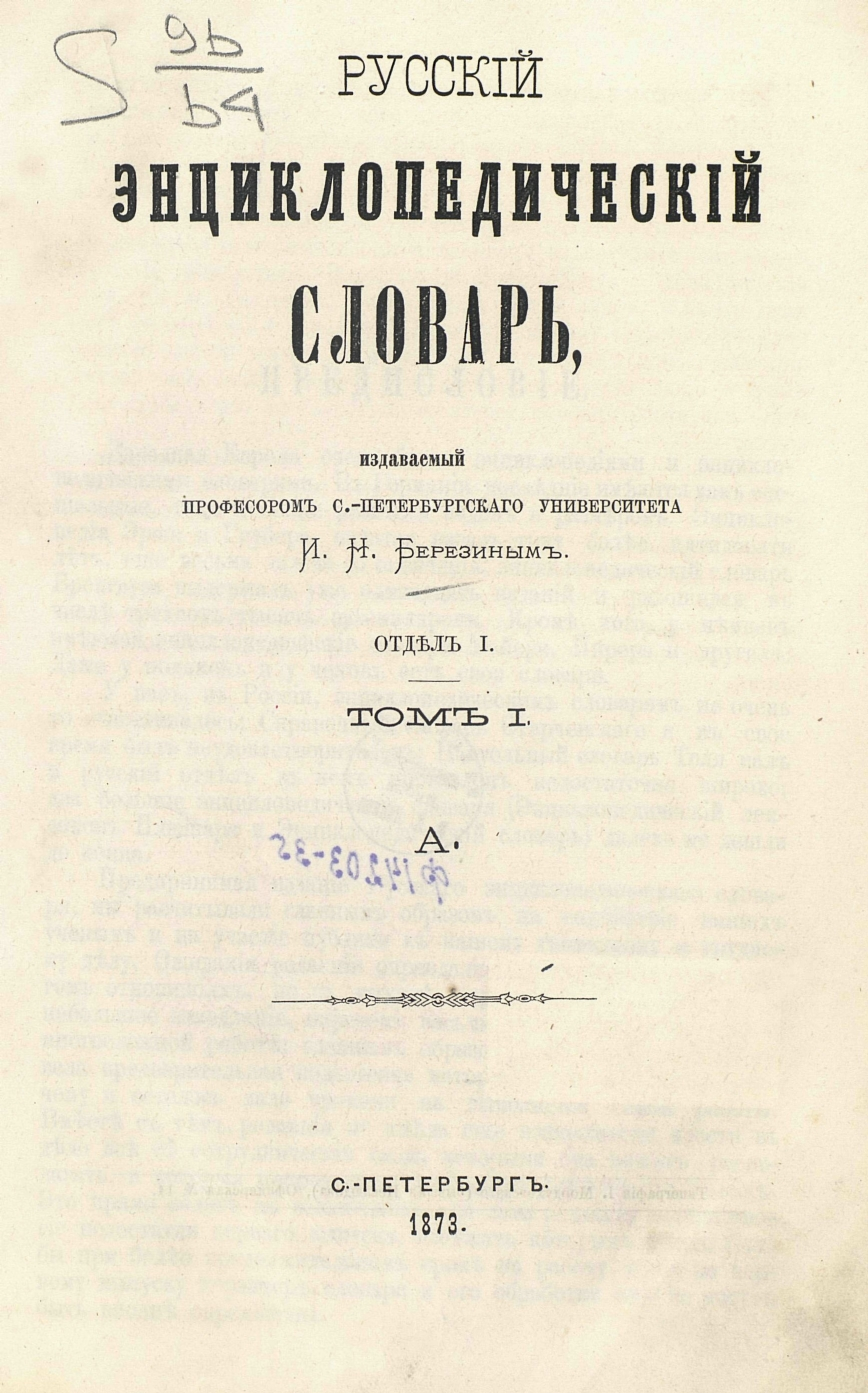
Russisches Enzyklopädisches Wörterbuch von Beresin (Band 1, St. Petersburg 1873)

## Veröffentlichungen (Auswahl)
russisch:
- Bibliothek der Orientalischen Historiker (Библиотеча восточных историков, 1850–1851, 2 Bände)
- Beschreibung einiger tatarischer Handschriften in den Petersburger Bibliotheken: Aus dem Russischen übersetzt von Dr. Zenker. In: Zeitschrift der Deutschen Morgenländischen Gesellschaft, Band 1. 1847. S. 339–345 (Digitalisat).
- Beschreibung der türkisch-tatarischen Handschriften in den Petersburger Bibliotheken: Aus dem Russischen übersetzt von Dr. Zenker. In: Zeitschrift der Deutschen Morgenländischen Gesellschaft, Band 2. 1848. S. 242–255 (Digitalisat).
- Reisen im Osten (Путешествия по Востоку, 1849–1852, 2 Bände)
- Bibliothek der Osttürken (Библиотека восточных турков, 1849–1854, 3 Bände)
- Türkische Chrestomatie[6] (Турецкая хрестоматия, 1857–1878, 3 Bände)

französisch:
- Recherches sur les dialectes persans (1853)
- Catalogue des mémoires et des médailles du cabinet numismatique de l’université de Casan (1855)
- Guide du voyageur en Orient. Dialoge arabes d'après trois principaux dialectes: de Mésopotamie, de Syrie et d'Egypte (1857)

## Auszeichnungen
Er wurde mehrfach ausgezeichnet:
- Orden St. Anna (1. Klasse)
- Orden St. Stanislaus (1. Klasse)
- Orden St. Wladimir (3. Klasse)